# 208117 Davidgerdes
208117 Davidgerdes è un asteroide della fascia principale. Scoperto nel 2000, presenta un'orbita caratterizzata da un semiasse maggiore pari a 2,701909 UA e da un'eccentricità di 0,022760, inclinata di 6,640415° rispetto all'eclittica.